# Patrick Pearse
Patrick Henry Pearse o Pádraig Pearse (en irlandés Pádraig Anraí Mac Piarais; 10 de noviembre de 1879 - 3 de mayo de 1916) fue un poeta, escritor, profesor, nacionalista y activista político irlandés, líder del Alzamiento de Pascua en 1916. Fue proclamado "Presidente del Gobierno Provisional" de la República Irlandesa en uno de los boletines emitidos por los líderes del levantamiento, estatus disputado por otros participantes. Tras el colapso del alzamiento y su ejecución junto con otros líderes de la rebelión, Pearse ha sido visto como el principal artífice del alzamiento.

## Primeros años

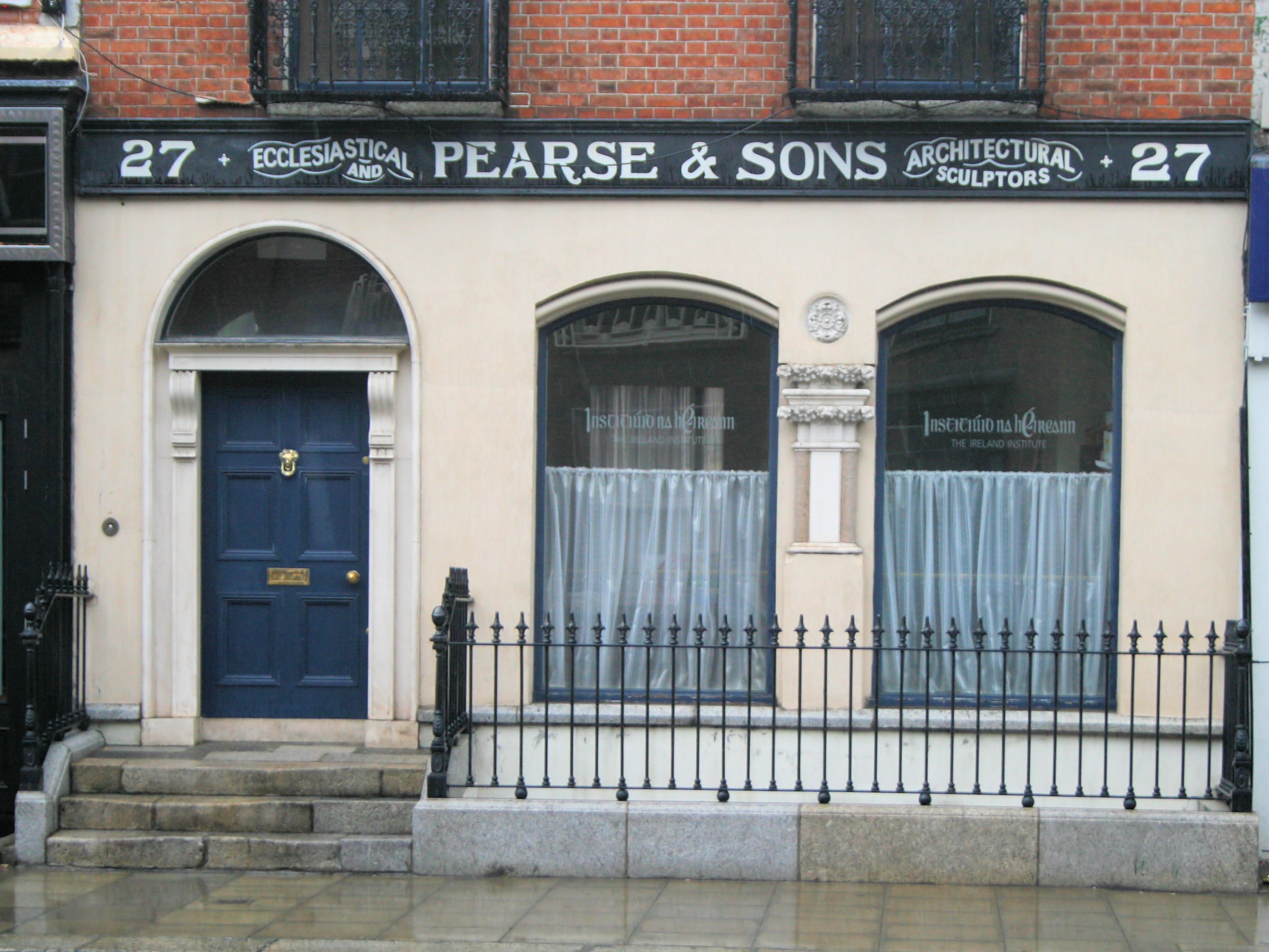
27 Pearse Street, lugar de nacimiento de Patrick y Willie Pearse.

Patrick Henry Pearse nació en el número 27 de Great Brunswick Street (hoy Pearse Street), en Dublín. Su padre, James Pearse, era un albañil inglés que se había mudado a Irlanda desde Birmingham atraído por el bum de la construcción de iglesias de la segunda mitad del siglo XIX. Se convirtió al catolicismo en 1870, posiblemente por negocios;[cita requerida] políticamente era partidario de un moderado autogobierno. En 1877 se casó en segundas nupcias con Margaret Brady, llevando dos hijos de un matrimonio anterior, Emily y James. Margaret era natural de Dublín, aunque su familia paterna era originaria del condado de Meath y hablaba irlandés. La influencia de su tía abuela Margaret y su escolarización en los Hermanos Cristianos pronto despertaron en él el afecto por la lengua irlandesa.
En 1896, a los dieciséis años, se unió a la Liga Gaélica (Conradh na Gaeilge) y en 1903 se convirtió en el editor de su periódico An Claidheamh Soluis ("La Espada de Luz").
Los primeros héroes de Pearse fueron los protagonistas de las antiguas sagas del folclore gaélico, como Cúchulainn, aunque al cumplir los treinta años comenzó a interesarse por los líderes del republicanismo irlandés, como Theobald Wolfe Tone o Robert Emmet. Ambos eran protestantes, pero en el siglo XVIII gran parte de los nacionalistas irlandeses lo eran. Pearse, ferviente católico, se inspiró en estos hombres para llevar a cabo el Alzamiento de Pascua.
En 1900 Pearse obtuvo un BA en Lenguas Modernas (Irlandés, Inglés y Francés) por la Real Universidad de Irlanda, que había estudiado por libre durante dos años y en el University College de Dublín. Este mismo año fue nombrado Barrister por la Honorable Sociedad de King's Inns (HSKI).

## La escuela de San Enda
Como nacionalista cultural educado por los Hermanos Cristianos, al igual que su hermano menor Willie, Pearse creía que el lenguaje estaba intrínsecamente ligado a la identidad de una nación. El sistema escolar irlandés, según su opinión, preparaba a la juventud de Irlanda a convertirse en buenos ingleses y/u obedientes irlandeses, y era necesario encontrar una alternativa. Para él, como para otros activistas, evitar la desaparición del idioma irlandés era una prioridad. La clave para conseguirlo era introducirlo en el sistema educativo. Para ello, abrió su propia escuela bilingüe, la Escuela de San Enda (Scoil Éanna) en Ranelagh, en el Condado de Dublín, en 1908. Aquí las clases se impartían tanto en inglés como en irlandés.
Con la ayuda de Thomas MacDonagh, su hermano Willie Pearse y otros académicos, el experimento pronto dio resultados. Hizo todo según lo planeado, e incluso llevó a sus estudiantes a las zonas de Gaeltacht en el oeste de Irlanda. Después, buscó un emplazamiento más idílico para su escuela, instalándose en el Hermitage, Rathfarnham, donde se mudó en 1910. Del mismo modo, también participó en la creación de St. Ita, una escuela para niñas similar a la masculina de St. Enda.
Sin embargo, la nueva ubicación de la escuela, espléndidamente situada en una mansión del siglo XVIII y rodeada de parques y bosques, causó serios problemas financieros que a punto estuvieron de provocar el cierre. En 1914 Pearse viajó a los Estados Unidos con el fin de recaudar fondos para mantener su escuela entre la numerosa diáspora irlandesa en ese país. Allí conoció a John Devoy y Joseph McGarrity, que quedaron muy impresionados por su fervor y decidieron aportar fondos para asegurar la supervivencia de la escuela.

## Los Voluntarios y el Autogobierno
En abril de 1912 la perspectiva del autogobierno bajo una nueva ley se hizo realidad gracias a John Redmond, líder del Partido Parlamentario Irlandés, que gracias a su posición en la Cámara de los Comunes consiguió que el Reino Unido accediera a introducir reformas en Irlanda. La actitud de Pearse hacia esta ley era claramente ambivalente.
Al principio acogió la ley con entusiasmo, buscando apoyos para Redmond, pero pronto comenzó a demandar una nueva ley, con el lema "Que los extranjeros entiendan que si nos engañan ahora, habrá guerra en Irlanda". Pearse fue uno de los cuatro oradores, que, junto con Redmond, Joseph Devlin - líder de los nacionalistas del norte - y Eoin MacNeill - un prominente jugador de la liga Gaélica - intervino en la gran concentración por el autogobierno de marzo de 1913. Allí, Pearse pronunció un discurso en el que amenazaba con la revolución si la ley no era puesta en práctica.
En noviembre de ese año, Pearse fue invitado al mitin inaugural de los Voluntarios Irlandeses, organización creada para asegurar la implantación de la Ley de Autogobierno y hacer frente a los Voluntarios del Úlster. En un artículo titulado "La Revolución que se avecina" (Nov. 1913), Pearse escribió

Acerca de cual va a ser vuestro trabajo como nacionalistas irlandeses, no puedo conjeturar; sé cual va a ser el mío y que encontraréis el vuestro y os dedicaréis a él. Y puede ser (no, será) que nuestras voluntades nos lleven a un lugar en el que nos encontraremos, y ese día permaneceremos juntos, con muchos más a nuestro lado, preparados para la mayor aventura que ninguno de nosotros conocerá jamás, una prueba y un triunfo que serán recordados y disfrutados por todos.

La propuesta de ley no fue aprobada por la Cámara de los Lores, pero, tras el Acta de 1911, el veto significaba únicamente un retraso máximo de dos años en la aplicación de la ley. Finalmente, la Ley para el Autogobierno fue sancionada por el rey en septiembre de 1914, aunque el estallido de la Primera Guerra Mundial paralizó momentáneamente su puesta en funcionamiento.
John Redmond, líder de los parlamentaristas, temía que su «autoridad nacional» fuera ignorada por los Voluntarios, y decidió tomar el control del movimiento. Pese a la oposición de los miembros de la IRB, la Ejecutiva de los Voluntarios accedió a compartir el mando con Redmond y se creó un comité conjunto. Pearse se opuso a esta decisión y escribió:

Los líderes en Irlanda, han abandonado casi siempre al pueblo en el momento más crítico; algunas veces lo han vendido. El antiguo movimiento de los Voluntarios fue abandonado por sus líderes; O'Connell retrocedió ante el cañón en Clontarf; por dos veces sonó la hora de la revolución irlandesa durante los días de la Joven Irlanda y dos veces sonó en vano, porque Meagher dudó en Waterford y Duffy y McGee dudaron en Dublín. Stephens cayó en 1865 y no volvió en el 66 o en el 67. No culpo a estos hombres; puede que vosotros o yo hubiéramos hecho lo mismo. Es una terrible responsabilidad, la de hacer hablar al cañón y dejar que caigan las balas.

Los Voluntarios se escindieron. Uno de los bandos, encabezado por Redmond, decidió apoyar a los Aliados y a los británicos en la Gran Guerra, y crearon los Voluntarios Nacionales, en la creencia de que su actuación ayudaría a la implantación del autogobierno. Pearse, exaltado por las dramáticos acontecimientos que estaban teniendo lugar en Europa, escribió un artículo sobre el patriotismo el 15 de diciembre:

Es el patriotismo que incita al pueblo. Bélgica defendiendo su suelo es heroico, también Turquía   . . . . . .
Es bueno para el mundo que esto ocurra. El viejo corazón de la tierra necesitaba calentarse con el vino rojo de los campos de batalla.
Un augusto homenaje como este nunca antes fue ofrecido a Dios, el homenaje de millones de vidas entregadas con gozo por amor al país .

## La IRB y la República Irlandesa

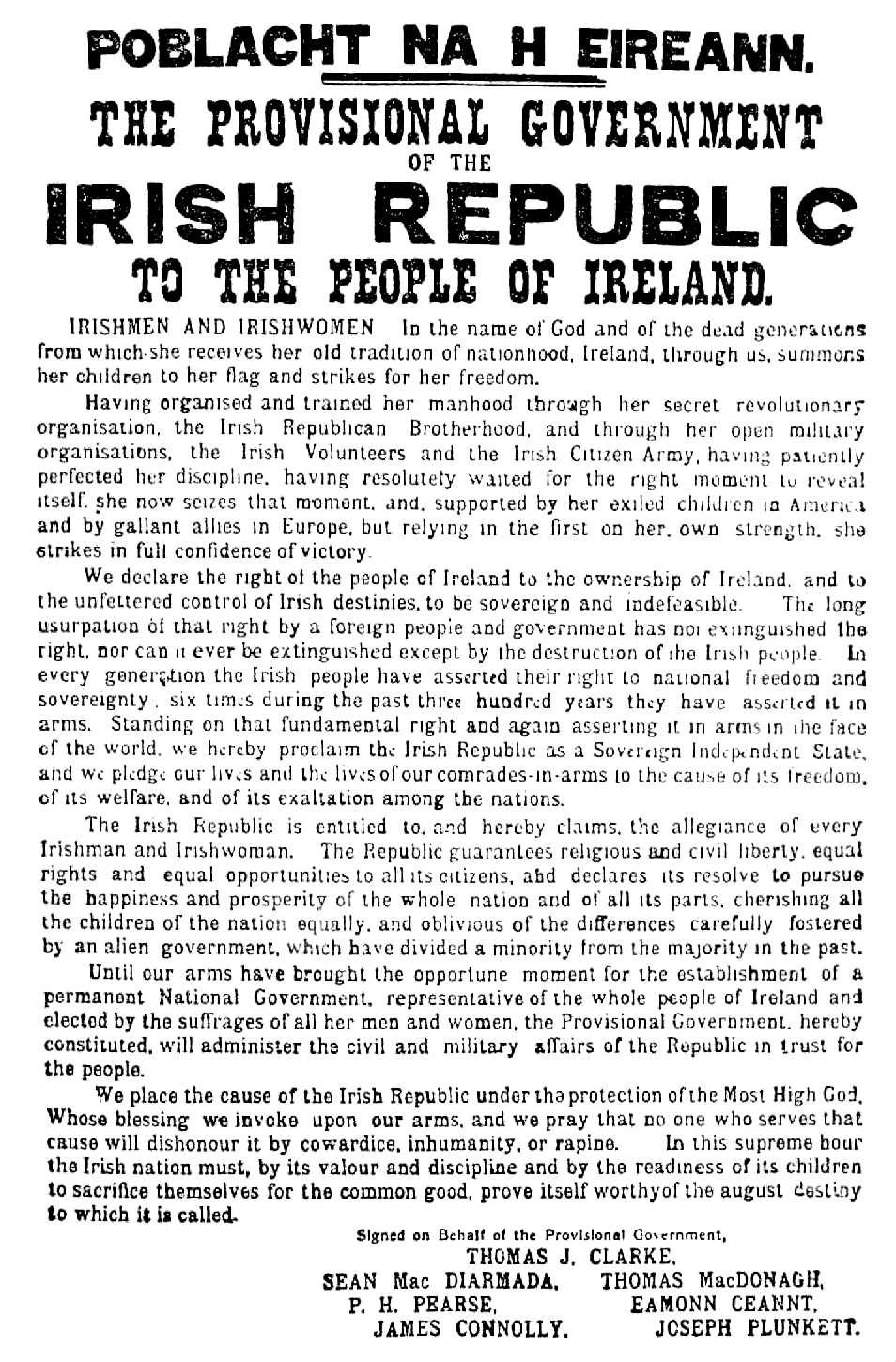
Proclamación de la República Irlandesa, leída por Patrick Pearse en el exterior del Post Office al inicio del Alzamiento de Pascua, 1916.

En diciembre de 1913 Bulmer Hobson tomó juramento a Pearse en su ingreso en la IRB), (una organización cuyo fin era la eliminación del gobierno británico en Irlanda y su sustitución por una República Irlandesa. Pronto logró un puesto en el Consejo Supremo de la IRB gracias a Tom Clarke. Pearse, al igual que muchos otros, era miembro de la IRB y de los Voluntarios. Cuando se convirtió en Director de Organización Militar de los Voluntarios en 1914 se convirtió en el miembro de la IRB de más alto rango en los Voluntarios. En 1915, estaba en el Consejo Supremo de la IRB, y en su Consejo Militar secreto, el núcleo que comenzó a planificar un levatamiento mientras la guerra se desplazaba al Frente Occidental.
El 1 de agosto de 1915 Pearse pronunció su ahora famosa oración fúnebre durante el funeral del feniano Jeremiah O'Donovan Rossa. Concluía con estas palabras:

Nuestros enemigos son fuertes, listos y cautos; pero con todo lo fuertes, listos y cautos que puedan ser, no pueden luchar contra los milagros de Dios, que cosecha en los corazones de los jóvenes las semillas sembradas por los hombres jóvenes que les precedieron. A las semillas que sembraron los jóvenes de 1865 y 1867 han germinado milagrosamente hoy. Gobernadores y Defensores han de tener cuidado en protegerse. La vida brota de la muerte; y de las tumbas de los patriotas, hombres y mujeres, brotan las naciones vivas. Los Defensores de esta situación han trabajado bien, tanto en secreto como en público. Creen que han pacificado Irlanda. Creen que han comprado a la mitad de nosotros y han intimidado a la otra mitad. Creen que han previsto todo, creen están preparados para todo; pero ¡necios, necios, necios! - Nos han dejado a nuestro feniano muerto, y mientras tumbas como esta estén en Irlanda, la Irlanda sometida nunca estará en paz.

## Levantamiento de Pascua y muerte
Pearse fue elegido por Tom Clarke para ser la voz del Alzamiento. Fue Pearse, en representación de la IRB quien, pocos días antes de Pascua, envió las instrucciones a todas las unidades de los Voluntarios para las acciones que iban a comenzar el Domingo de Pascua, que era la fecha inicialmente prevista para el Alzamiento. Cuando Eoin MacNeill, que era el Jefe de Personal de los Voluntarios, se enteró de que los planes iban a llevarse a cabo sin las armas prometidas por Alemania, dio la contraorden a través de los periódicos, obligando a la IRB a emitir una orden de última hora en la que se programaba el ataque para el día siguiente, lo que limitó, y mucho, el número de participantes en la revuelta.
Cuando finalmente estalló el Levantamiento el Lunes de Pascua, 24 de abril de 1916, ninguno de los líderes contaba con lograr una victoria militar. Fue Pearse quien, desde los escalones de la Oficina Central de Correos de Dublín proclamó la República leyendo el documento que firmó junto a otros líderes irlandeses. Tras seis días de lucha, numerosas muertes de civiles e inmensos daños materiales, Pearse y el resto de los líderes dieron la orden de rendición a los insurgentes.
Pearse y otros catorce líderes del alzamiento, incluyendo su hermano Willie, fueron sometidos a un Consejo de Guerra y condenados a morir fusilados. Sir Roger Casement, que había intentado infructuosamente reclutar soldados para los insurgentes entre los prisioneros irlandeses de guerra en Alemania fue ahorcado en agosto. Clarke, Thomas MacDonagh y el propio Pearse fueron los primeros en ser ejecutados el 3 de mayo de 1916. Pearse tenía 36 años.
Sir John Maxwell, el General al mando de las fuerzas británicas en Irlanda, envió un telegrama al primer ministro Asquith, recomendando no devolver los cuerpos de Pádraig y Willie Pearse a sus familiares, argumentando que "el sentimentalismo irlandés convertirá estas tumbas en santuarios a los que se harán peregrinaciones anuales que causarán una constante irritación en este país
Maxwell se deshizo también de la carta que Pearse había dejado para su madre, y de dos poemas fechados el 1 de mayo de 1916, enviando copias de los mismos al primer ministro y diciendo que el contenido era "objetable" ."
Además, ese documento utilizaba el término "Presidente del Gobierno Provisional", no "presidente de la República". El cargo de "presidente del Gobierno" equivale al de primer ministro, no al de presidente de una nación. Pearse y sus colegas discutían también la posibilidad de proclamar al Príncipe Joachim de Prusia, hijo menor del Kaiser, como Rey constitucional de Irlanda, si es que las Potencias Centrales conseguía ganar la Primera Guerra Mundial, lo que sugiere que los planes de los rebeldes para el futuro político del país tendrían que esperar al resultado de la guerra.

## Otras consideraciones
Años más tarde, Michael Collins se mostraba crítico con Pearse. Comparándolo con James Connolly, Collins escribió:
Entre Pearse y Connolly, admiro más al último. Connolly era un realista, Pearse justo lo contrario... Hubiera seguido a Connolly al infierno si fuera necesario. Pero, honestamente, dudo mucho que hubiera seguido a Pearse; al menos, no sin pensármelo
Ruth Dudley Edwards, una notoria historiadora unionista, hizo las siguientes reflexiones sobre Pearse y el Levantamiento: Pearse y sus colegas no respondían ante nadie, simplemente actuaban con la creencia de que, por el hecho de que su capacidad de juicio era superior a la de la mayor parte de la población, estaban facultados para usar la violencia. Eoin Neeson, ha calificado esta opinión de "no responder ante nadie" como inapropiada, señalando el hecho de que los líderes del alzamiento afirmaron en reiteradas ocasiones que su principal objetivo era el de reactivar la conciencia de una identidad nacional separada.
La alocución de Pearse ante la Corte Marcial y su predicción de los próximos acontecimientos no contradicen sin duda la afirmación de Edwards:
 Una noche, cuando tenía diez años, me arrodillé junto a mi cama y prometía a Dios que dedicaría mi vida al esfuerzo de liberar a mi país. He mantenido mi promesa. Por encima de todo, he trabajado por la libertad irlandesa, como niño y como hombre. He ayudado a organizar, armar, entrenar y disciplinar a mis paisanos con el único fin de que, llegado el momento, fueran capaces de luchar por la libertad de Irlanda. El tiempo, según creo, llegó, y luchamos. Estoy satisfecho con lo que hicimos, parece que hemos sido derrotados, no lo hemos sido. Evitar la lucha hubiera sido fracasar, luchar es vencer, hemos mantenido la fe en el pasado y hemos transmitido una tradición al futuro. Asumo que estoy hablando con ingleses que aman su libertad, y que afirman estar luchando por la libertad de Bélgica y Serbia. Creo que nosotros también amamos deseamos la libertad. Para nosotros es lo más deseable del mundo. Si ahora nos abatís, nos levantaremos de nuevo y volveremos a luchar. No podéis conquistar Irlanda; no podéis extinguir la pasión irlandesa por la libertad; si nuestros hechos no han sido suficientes para alcanzar la libertad, entonces nuestros hijos la alcanzarán haciéndolo mejor.
La propia Edwards admite este discurso en su biografía de Pearse, al citar las palabras del poeta George Russell, que en su momento fue crítico con la actuación del rebelde:
Sus sueños me han dejado entumecido y helado

Pero mi espíritu se levanta orgulloso

Forjando en oro pulido

Las imágenes de los que murieron

O fueron encerrados en la cárcel.

Aquí está para ti. Pearse, tu sueño, que no el mío,

Pero aunque este pensamiento ha fracasado

Ha transformado las aguas de la vida en vino
Además, Edwards cita en la introducción a su biografía de Pearse unos versos de William Butler Yeats en relación con como serían vistas sus acciones por las generaciones venideras:
Pero ha salido a morir

que la mente de Irlanda será mayor

su corazón ascenderá a lo alto;

¿y quién sabe lo que vendrá?

Patrick Pearse ha dicho

que en cada generación

la sangre de Irlanda será vertida
Seán MacBride, en su Prólogo a las citas de Pearse, escribió: 
Tal y como Pearse predijo, aquellos que se consideraban 'sabios' han proclamado que la causa de Pearse ha fracasado. Otros, cuyos ideales de nación y libertad no coincidían con los de Pearse han intentado denigrarle. Algunos han tratado de describirle como un nacionalista insular estrecho de mente. Y ha sido descrito por algunos más como un idealista impráctico. Los escritos de Pearse, sus cuentos, poemas, teatro y ensayos políticos son la respuesta para todos aquellos que hablan de él con desprecio.

## Escritos de Pearse

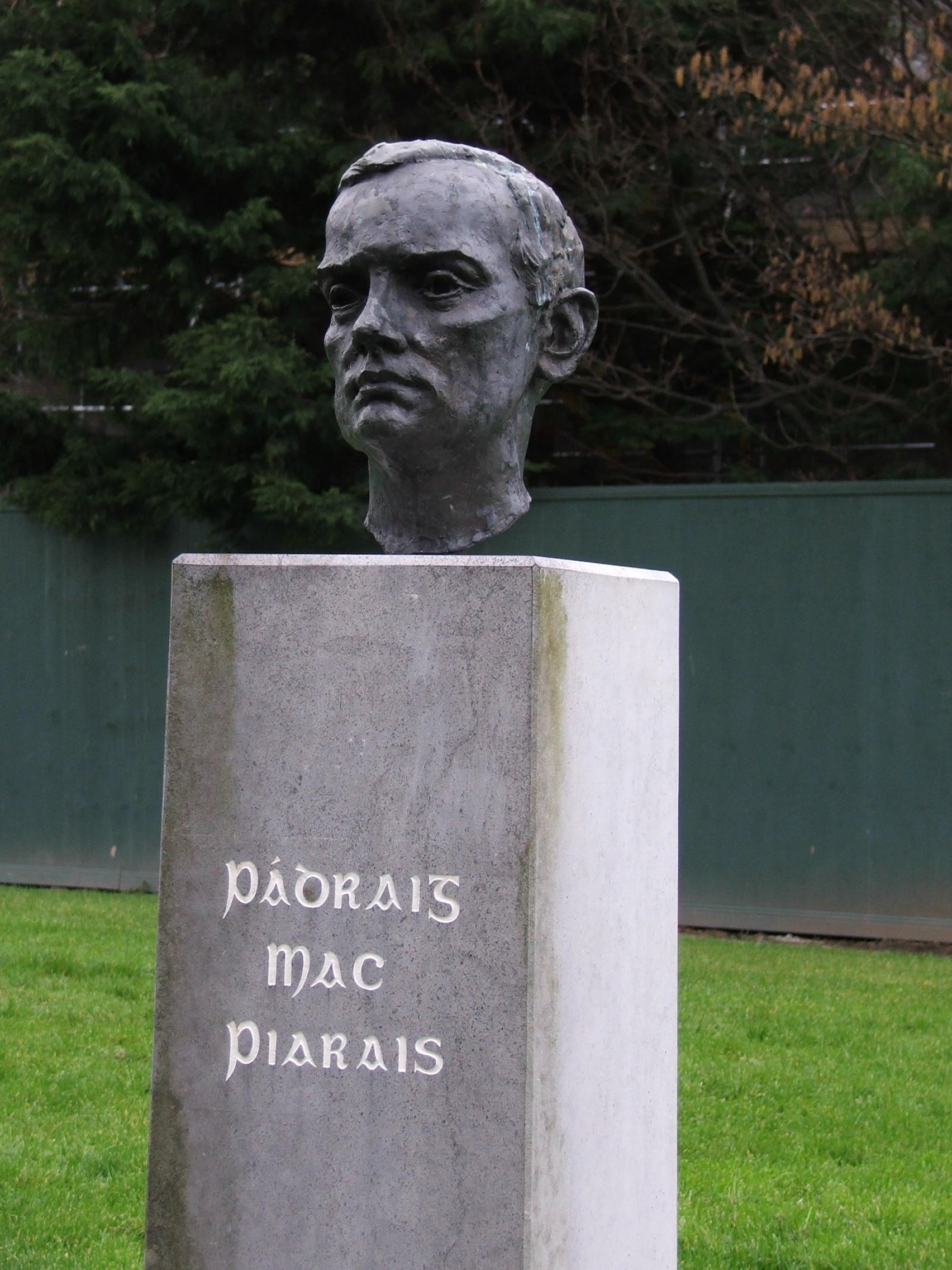
Busto de Pádraig Pearse, Tralee, County Kerry.

Pearse escribió relatos y poemas, tanto en irlandés como en inglés, siendo su poema más conocido en inglés el titulado "The Wayfarer". También es autor de varias obras de teatro de carácter alegórico en irlandés, incluyendo The King, The Master, y The Singer. Sus relatos cortos en irlandés incluyen Eoghainín na nÉan ("Eoineen de los pájaros"), Íosagán, Na Bóithre ("Los Caminos"), y An Bhean Chaointe ("La mujer ansiosa"). Fueron traducidas al inglés por Joseph Campbell (en los Collected Works of 1917). Muchas de sus ideas sobre educación figuran en su famoso ensayo "The Murder Machine". Es autor también de numerosos ensayos sobre política y lenguaje, destacando especialmente "The Coming Revolution" y "Ghosts".
Se asocia a Pearse con la canción, "Oró Sé do Bheatha 'Bhaile", para la que compuso letras adicionales.

## Vida privada
Pearse permaneció soltero toda su vida. Esto, junto a ciertos elementos de sus escritos, llevó a Ruth Dudley Edwards a especular con la posibilidad de que Pearse fuera un "homosexual inconsciente". Un poema de Pearse publicado en 1909 y titulado "A Mhic Bhig na gCleas" (El muchacho de los trucos), en el que describía los besos de un chico como más dulces que los de una chica, alimentó estos rumores. Por el contrario, se ha sugerido que Pearse mantenía una relación sentimental con una joven dama llamada Eveleen Nicholls (Eibhlin Nic Niocaill), aunque Edwards afirma que esta relación era meramente platónica. Nicholls murió en trágicas circunstancias, al ahogarse en las islas Blasket. Edwards, en su biografía de Pearse, dice que éste "estaba marcado por una tragedia personal", en referencia a la muerte de Nicholls, a la que describe como su "admirada amiga", y de la que dice que "la única base para el matrimonio con Eveleen habría sido el respeto mutuo, no la atracción sexual". Edwards desmiente la afirmación del hermano de Nicholls, según la cual Pearse le habría propuesto matrimonio, que ella rechazó ya que "no quería abandonar a su madre con problemas en su hogar"
La madre de Pearse, Margaret, sirvió como Teachta Dála en el Dáil Éireann en los años 20. Su hermana, Margaret Mary Pearse, sirvió igualmente como TD y Senadora.

## Reputación
Pearse ha sido reconocido como la voz del Alzamiento de Pascua de 1916, debido principalmente a la larga serie de artículos y escritos publicados en los meses anteriores al levantamiento. A mediados del siglo XX, Pearse fue aclamado por los nacionalistas irlandeses como el idealista supremo de su causa.
Sin embargo, con el estallido de la violencia en Irlanda del Norte en 1969, el legado de Pearse fue utilizado por el IRA Provisional. Los escritos y la reputación de Pearse fueron objeto de crítica por algunos historiadores que le vieron como un fanático peligroso que estaba sometido a influencias ultra-religiosas. Conor Cruise O'Brien, político unionista, escrbía que "Pearse vio el Levantamiento como un juego con sangre real". En su libro de 1972 States of Ireland, O'Brien revela una razón más personal para su oposición a Pearse. Según él, el Levantamiento debilitó la posición del Partido Parlamentario Irlandés del que su familia formaba parte.
Otros defendieron a Pearse, sugiriendo que culparle por los acontecimientos de Irlanda del Norte carecía de rigor histórico y distorsionaba el espíritu real de sus escritos. Aunque la pasión por estas discusiones se ha debilitado con la estabilidad de Irlanda del Norte tras el Acuerdo de Viernes Santo de 1998, su compleja personalidad permanece abierta a controversia por aquellos que estudian la evolución del nacionalismo irlandés.
El antiguo Taoiseach Bertie Ahern describió a Pearse como uno de sus héroes, y mostró un retrato de Pearse en la mesa de su despacho.
La escuela St. Enda de Rathfarnham, fundada por Pearse en el sur de Dublín es, hoy en día, el Museo Pearse dedicado a su memoria.